# نگهبانان کهکشان (تیم ۲۰۰۸)
نگهبانان کهکشان (به انگلیسی: Guardians of the Galaxy) یک گروه خیالی بین کهکشانی ابرقهرمان در سری کمیک‌های منتشر شده توسط مارول کامیکس است. دن ابنت و اندی لنینگ این تیم را از شخصیت‌های موجود و پیشین، اثر نویسندگان و طراحان متعددی شکل دادند که فهرست اولیه آن‌ها شامل استار-لرد، راکت راکون، آدام وارلاک، گامورا، درکس د دسترویر و گروت بود. نگهبانان کهکشان برای اولین بار در شمارهٔ ششم از مجموعه نابودی: کانکوئست حضور پیدا کردند.
تا کنون سه فیلم سینمایی بر گرفته از این گروه با نام‌های نگهبانان کهکشان (۲۰۱۴) و نگهبانان کهکشان بخش ۲ (۲۰۱۷) و نگهبانان کهکشان بخش ۳ (۲۰۲۳) ساخته شده است.

## اعضاء نسخه ۲
اعضایی خیلی سریع با رهبری ونس آسترو شکست خوردند و تنها بازمانده آنها آدام وارلاک است.
- ونس آسترو
- آدام وارلاک
- مانتیس
- مون دراگون
- فیلا ول

## اعضاء بازگشته
اعضایی که بعد از شکست نگهبانان کهکشان نسخه ۲ برگشتند
- استار-لرد
- گامورا
- درکس د دسترویر
- راکت راکون
- آدام وارلاک
- گروت